# Chiesa di Sant'Andrea (Cracovia)
La chiesa di Sant'Andrea è una chiesa di Cracovia, costruita tra il 1079 e il 1098 dal voivoda Sieciech.
La chiesa si trova in via Grodzka nel centro storico della città ed è un raro esempio di chiesa fortificata europea utilizzata a scopi difensivi.
Costruita in stile romanico, è uno degli edifici più antichi di Cracovia e uno degli edifici romanici meglio conservati in Polonia. Lungo la parte inferiore della sezione più ampia della sua facciata si trovano piccole aperture che fungevano da finestre difensive nei momenti in cui la chiesa fungeva da luogo di rifugio dagli assalti militari.
Gli attuali interni barocchi presentano decorazione a stucco del pittore e architetto svizzero Baldassare Fontana, dipinti di Karol Dankwart e un altare maggiore attribuito a Francesco Placidi.
Le cupole barocche in cima alle torri ottagonali sono state aggiunte nel 1639 e contrastano con le forme severe della forma romanica della chiesa.

## Storia
La chiesa è forse l'esempio meglio conservato dell'architettura del primo romanico nella città di Cracovia e nell'intera Polonia. L'imponente edificio fu costruito con blocchi di pietra verso la fine dell'XI secolo e svolse anche importanti funzioni difensive, essendo stata edificata al di fuori delle mura cittadine.
La struttura fu probabilmente ampliata e rafforzata fino alla metà del XII secolo ed è stata l'unica chiesa di Cracovia a resistere all'invasione mongola del 1241 e del 1259 quando fornì rifugio alla maggior parte degli abitanti della città.
In quel periodo la chiesa era soprannominata il castello inferiore per distinguerla dal vicino castello del Wawel che si trova in cima all'omonima collina. A volte veniva anche chiamata la seconda chiesa di Cracovia, dopo la Cattedrale del Wawel.
Nel 1320 la chiesa fu affidata all'ordine religioso delle monache clarisse, il cui convento venne costruito a sud della chiesa.